# La Rochelle-Normande
La Rochelle-Normande ist eine Ortschaft und eine ehemalige französische Gemeinde mit 352 Einwohnern (Stand 1. Januar 2022) im Département Manche in der Region Normandie. Sie gehörte zum Arrondissement Avranches und zum Kanton Bréhal.
Mit Wirkung vom 1. Januar 2016 wurden die früheren Gemeinden Angey, Champcey, Montviron, La Rochelle-Normande und Sartilly zur Commune nouvelle Sartilly-Baie-Bocage zusammengelegt und haben in der neuen Gemeinde den Status einer Commune déléguée. Der Verwaltungssitz befindet sich im Ort Sartilly.
Nachbarorte sind Saint-Pierre-Langers im Nordwesten, La Lucerne-d’Outremer im Norden, Champcervon im Nordosten, Montviron im Südosten und Sartilly im Südwesten und im Westen.

## Einwohnerentwicklung
| Jahr      | 1962 | 1968 | 1975 | 1982 | 1990 | 1999 | 2008 | 2015 |
| --------- | ---- | ---- | ---- | ---- | ---- | ---- | ---- | ---- |
| Einwohner | 320  | 269  | 216  | 215  | 231  | 254  | 289  | 330  |